# Argento

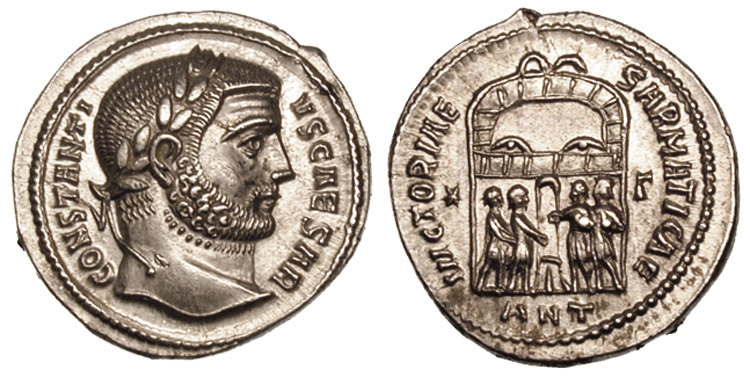
Argentos cunhados durante o governo de Constâncio Cloro, pesando 3.36 gramas.

Argento (em latim: Argentum) ou Argênteo (em latim: argenteus) era uma moeda de prata produzida pelo Império Romano a partir da reforma monetária imposta por Diocleciano (r. 283–305), entre os anos 294 e 310. Seu peso e sua espessura eram similares à do denário criado por Nero (r. 54–68). A moeda deveria possuir o peso teórico de 1/96 avos da libra romana (por volta de 3 gramas), conforme indicado pelo numeral romano XCVI escrito em uma de suas faces.